# Lațcu

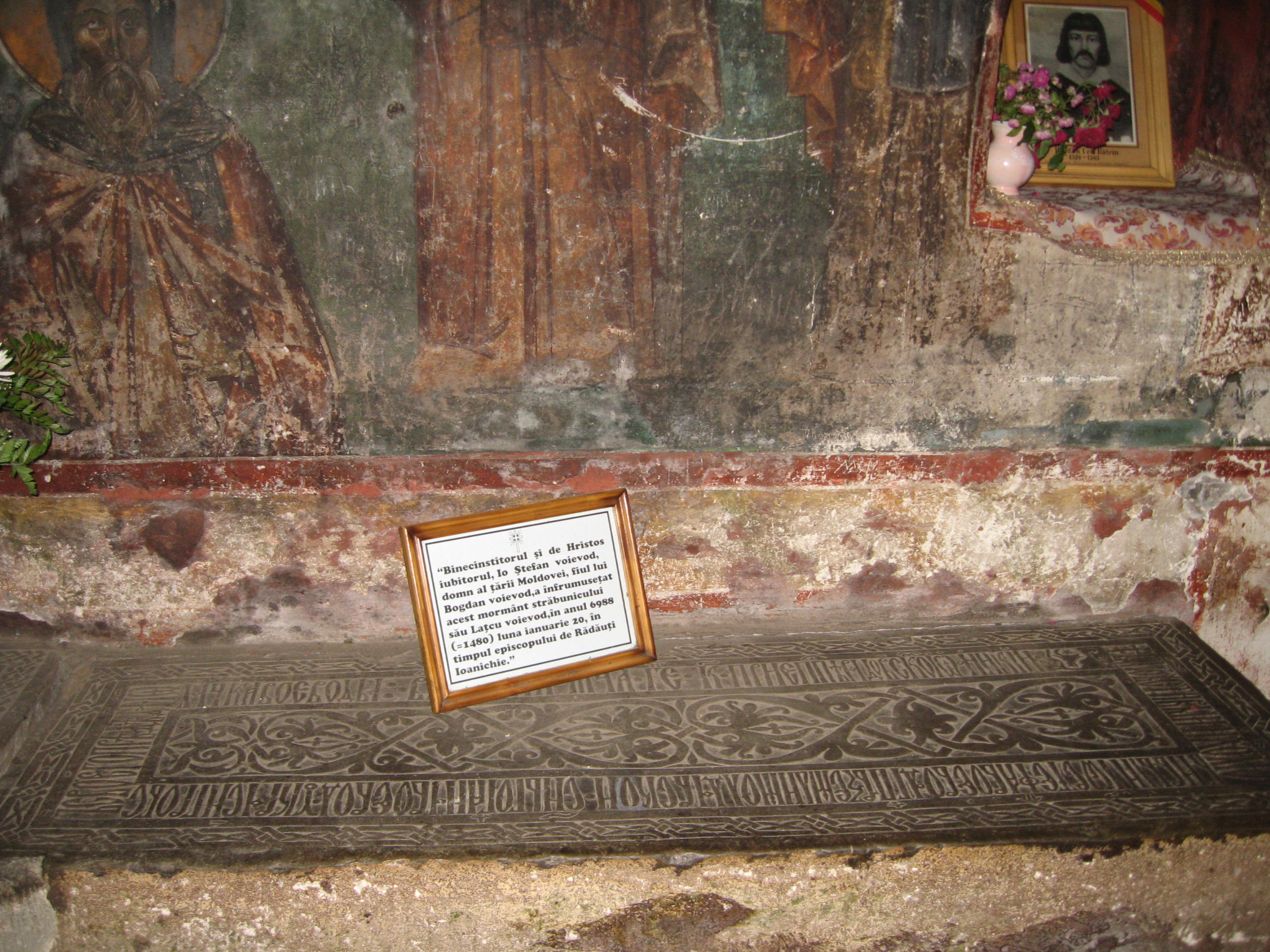
Mormântul lui Lațcu Voievod la Mănăstirea Bogdana.

Lațcu a fost domn al Moldovei în perioada: post iulie 1368 - 1375. A fost cel de-al doilea fiu al lui Bogdan I și al soției acestuia, Maria, care a fost de origine polonă. Numele de Lațcu (vezi Lațco) este o formă rutenizată din Laszlo ← Ladislau ← Vladislav.
Cu doamna lui, Maria, lăsând bună rodă
Pre Fedor Bogdanovici, Lațco să numește
Cu doamna sa, cu Ana, de să pomenește (Mitropolitul Dosoftei)

## Domnie
Nu se cunoaște cu exactitate cum a avut loc schimbarea domniei între Petru I și Lațcu, dar începutul domniei este datat undeva între iulie 1368 și sfârșitul anului.
Lațcu vizând protecția Romei în raport cu regatul Ungariei și al Poloniei, îi trimite la papă pe franciscanii Nicolae de Mehlasck și Paul de Schweidnitz și îi transmite papei că el și poporul său sunt dispuși să se convertească la catolicism și solicită înființarea la Siret, unde își mutase reședința, a unei episcopii catolice, iar episcop să ﬁe numit Andrei de Cracovia (Wasilo Jastrzebiec), fost duhovnic al soției lui Ludovic I de Anjou, Elisabeta.
Prima atestare documentară a lui Lațcu este din 24 iulie 1370, într-o scrisoare a Papei Urban al V-lea (având sediul în Avignon, scrisoarea fiind datată cu aproape 5 luni înainte de decesul acestui papă, deces survenit la data de 19 decembrie 1370 în Avignon) care solicita episcopilor din Praga, Wroclaw și Cracovia să cerceteze cazul și să afle dacă domnul Moldovei intenționează să se convertească la catolicism împreună cu supușii săi.
La 9 martie 1371, Andrei este hirotonisit episcop de Siret de către Florian, arhiepiscopul de Cracovia, asistat de episcopii Dreslaus de Elaten și Nicolae de Sven, iar la 9 mai semnează mărturisirea de credință pe care o trimite la Roma.
Deoarece soția lui, Doamna Ana, a refuzat convertirea la catolicism, Lațcu solicită sfatul papei referitor la un posibil divorț, dar Papa Grigore al XI-lea îi răspunde, printr-o scrisoare datată la 25 ianuarie 1372, că taina căsătoriei e sfântă și nu poate fi desfăcută.
Din căsătoria sa cu Ana, rezultă doar o fată, Anastasia, care trăiește până la 26 martie 1420.
A fost recunoscut de Sfântul Scaun ca duce al Moldovei, locuită conform actului oficial de nația vlahă (dux Moldavie partium seu nationis Wlachie).
A fost înmormântat în Mănăstirea Bogdana din Rădăuți, lângă tatăl său, Bogdan I. Piatra funerară de pe mormântul lui Lațcu este amplasată la ordinul lui Ștefan cel Mare în anul 1480, cu următoarea inscripție: Blagocestivul și de Hristos iubitorul Io Ștefan voievod, domn al țării Moldovei, fiul lui Bogdan voievod, a împodobit acest mormânt strămoșului său Io Lațcu voievod, în anul 6988, luna ianuarie 20, în timp ce Ioanichie era episcopul Rădăuților.
Osemintele sale au fost supuse unui studiu antropologic, care i-au estimat vârsta la 30 de ani, și au dezvăluit prezența unor zgârieturi stranii, care "par a fi fost produse de un animal" pe piciorul drept, și a periostitei la piciorul stâng.